# Elezioni comunali in Calabria del 2012
Le elezioni comunali in Calabria del 2012 si tennero il 6 e 7 maggio (con ballottaggio il 20 e 21 maggio).

## Provincia di Catanzaro

### Catanzaro
|                                             | Sergio Abramo ✔️ Sindaco | 28 835               | 50,86 | Catanzaro da Vivere              | 7 493  | 13,65 | 5  |  |  |
| Il Popolo della Libertà                     | Sergio Abramo ✔️ Sindaco | 28 835               | 50,86 | 6 917                            | 12,60  | 4     |    |  |  |
| Scopelliti Presidente                       | Sergio Abramo ✔️ Sindaco | 28 835               | 50,86 | 5 298                            | 9,65   | 3     |    |  |  |
| Con Sergio Abramo                           | Sergio Abramo ✔️ Sindaco | 28 835               | 50,86 | 4 400                            | 8,02   | 3     |    |  |  |
| Per Catanzaro                               | Sergio Abramo ✔️ Sindaco | 28 835               | 50,86 | 4 214                            | 7,68   | 3     |    |  |  |
| Alleanza di Centro                          | Sergio Abramo ✔️ Sindaco | 28 835               | 50,86 | 3 415                            | 6,22   | 2     |    |  |  |
| Alleati per Catanzaro (PRI-Nuovo PSI-UDEUR) | Sergio Abramo ✔️ Sindaco | 28 835               | 50,86 | 515                              | 0,94   | –     |    |  |  |
| Alleanza per l'Italia                       | Sergio Abramo ✔️ Sindaco | 28 835               | 50,86 | 326                              | 0,59   | –     |    |  |  |
|                                             | Salvatore Scalzo         | 24 210               | 42,70 | Partito Democratico              | 5 664  | 10,32 | 3  |  |  |
| Svolta Democratica                          | Salvatore Scalzo         | 24 210               | 42,70 | 3 614                            | 6,58   | 2     |    |  |  |
| Il Bene in Comune                           | Salvatore Scalzo         | 24 210               | 42,70 | 2 094                            | 3,82   | 1     |    |  |  |
| Primavera a Catanzaro                       | Salvatore Scalzo         | 24 210               | 42,70 | 1 799                            | 3,28   | 1     |    |  |  |
| Sinistra Ecologia Libertà                   | Salvatore Scalzo         | 24 210               | 42,70 | 1 569                            | 2,86   | 1     |    |  |  |
| Partito Socialista Italiano-FdV             | Salvatore Scalzo         | 24 210               | 42,70 | 1 491                            | 2,72   | 1     |    |  |  |
| Italia dei Valori                           | Salvatore Scalzo         | 24 210               | 42,70 | 1 486                            | 2,71   | –     |    |  |  |
| Federazione della Sinistra                  | Salvatore Scalzo         | 24 210               | 42,70 | 361                              | 0,66   | –     |    |  |  |
| Seggio di coalizione                        | Seggio di coalizione     | Seggio di coalizione | 42,70 | 1                                |        |       |    |  |  |
|                                             | Giuseppe Celi            | 3 175                | 5,60  | Unione di Centro                 | 1 825  | 3,33  | 1  |  |  |
| Movimento per l'Autonomia                   | Giuseppe Celi            | 3 175                | 5,60  | 1 131                            | 2,06   | –     |    |  |  |
| La Città di Tutti                           | Giuseppe Celi            | 3 175                | 5,60  | 738                              | 1,34   | –     |    |  |  |
| Polo di Centro                              | Giuseppe Celi            | 3 175                | 5,60  | 263                              | 0,48   | –     |    |  |  |
| Futuro e Libertà per l'Italia-Celi Sindaco  | Giuseppe Celi            | 3 175                | 5,60  | 101                              | 0,18   | –     |    |  |  |
| Seggio di coalizione                        | Seggio di coalizione     | Seggio di coalizione | 5,60  | 1                                |        |       |    |  |  |
|                                             | Elio Mauro               | 559                  | 0,99  | Elio Mauro Sindaco               | 355    | 0,65  | –  |  |  |
|                                             | Antonio Carpino          | 184                  | 0,32  | Partito Comunista dei Lavoratori | 75     | 0,14  | –  |  |  |
| Totale                                      | Totale                   | 56 693               | 100   |                                  | 54 886 | 100   | 32 |  |  |
|                                             |                          |                      |       |                                  |        |       |    |  |  |
| Fonte: Ministero dell'interno               |                          |                      |       |                                  |        |       |    |  |  |

## Provincia di Cosenza

### Cassano all'Ionio
| Candidati                               | Candidati                   | II turno             | II turno        | I turno | I turno | Liste                       | Voti   | %     | Seggi |
| Candidati                               | Candidati                   | Voti                 | %               | Voti    | %       | Liste                       | Voti   | %     | Seggi |
| --------------------------------------- | --------------------------- | -------------------- | --------------- | ------- | ------- | --------------------------- | ------ | ----- | ----- |
|                                         | Giovanni Papasso ✔️ Sindaco | 5 092                | 52,77           | 4 307   | 39,27   | Partito Socialista Italiano | 1 017  | 9,48  | 2     |
| Partito Democratico                     | Giovanni Papasso ✔️ Sindaco | 5 092                | 52,77           | 4 307   | 39,27   | 690                         | 6,43   | 1     |       |
| Partito Socialista Democratico Italiano | Giovanni Papasso ✔️ Sindaco | 5 092                | 52,77           | 4 307   | 39,27   | 647                         | 6,03   | 1     |       |
| Per Amore di Cassano                    | Giovanni Papasso ✔️ Sindaco | 5 092                | 52,77           | 4 307   | 39,27   | 620                         | 5,78   | 1     |       |
| Sinistra Ecologia Libertà               | Giovanni Papasso ✔️ Sindaco | 5 092                | 52,77           | 4 307   | 39,27   | 460                         | 4,29   | 1     |       |
| Italia dei Valori                       | Giovanni Papasso ✔️ Sindaco | 5 092                | 52,77           | 4 307   | 39,27   | 290                         | 2,70   | –     |       |
| Essere Liberi di Scegliere              | Giovanni Papasso ✔️ Sindaco | 5 092                | 52,77           | 4 307   | 39,27   | 266                         | 2,48   | –     |       |
|                                         | Domenico Lione              | 4 558                | 47,23           | 4 804   | 43,80   | Unione di Centro            | 2 394  | 22,32 | 5     |
| Il Popolo della Libertà                 | Domenico Lione              | 4 558                | 47,23           | 4 804   | 43,80   | 913                         | 8,51   | 2     |       |
| Stabilità                               | Domenico Lione              | 4 558                | 47,23           | 4 804   | 43,80   | 889                         | 8,29   | 1     |       |
| Buon Governo                            | Domenico Lione              | 4 558                | 47,23           | 4 804   | 43,80   | 665                         | 6,20   | 1     |       |
| La Bussola                              | Domenico Lione              | 4 558                | 47,23           | 4 804   | 43,80   | 358                         | 3,34   | –     |       |
| Liberamente Cassano                     | Domenico Lione              | 4 558                | 47,23           | 4 804   | 43,80   | 266                         | 2,48   | –     |       |
| Alicorno                                | Domenico Lione              | 4 558                | 47,23           | 4 804   | 43,80   | 256                         | 2,39   | –     |       |
| Seggio di coalizione                    | Seggio di coalizione        | Seggio di coalizione | 47,23           | 4 804   | 43,80   | 1                           |        |       |       |
|                                         | Luca Iacobini               | Luca Iacobini        | Luca Iacobini   | 730     | 6,66    | Iacobini Sindaco            | 180    | 1,68  | –     |
| Ricominciamo Insieme                    | Luca Iacobini               | Luca Iacobini        | Luca Iacobini   | 730     | 6,66    | 66                          | 0,62   | –     |       |
|                                         | Giuseppe Cimino             | Giuseppe Cimino      | Giuseppe Cimino | 611     | 5,57    | Un Futuro per la Sibaritide | 347    | 3,23  | –     |
| Lista civica per Cassano                | Giuseppe Cimino             | Giuseppe Cimino      | Giuseppe Cimino | 611     | 5,57    | 152                         | 1,42   | –     |       |
|                                         | Rosina Garofalo             | Rosina Garofalo      | Rosina Garofalo | 516     | 4,70    | Vento del Sud               | 251    | 2,34  | –     |
| Totale                                  | Totale                      | 9 650                | 100             | 10 968  | 100     |                             | 10 727 | 100   | 16    |
|                                         |                             |                      |                 |         |         |                             |        |       |       |
| Fonte: Ministero dell'interno           |                             |                      |                 |         |         |                             |        |       |       |

### Castrovillari
| Candidati                                      | Candidati                     | II turno             | II turno         | I turno | I turno | Liste                            | Voti   | %     | Seggi |
| Candidati                                      | Candidati                     | Voti                 | %                | Voti    | %       | Liste                            | Voti   | %     | Seggi |
| ---------------------------------------------- | ----------------------------- | -------------------- | ---------------- | ------- | ------- | -------------------------------- | ------ | ----- | ----- |
|                                                | Domenico Lo Polito ✔️ Sindaco | 6 611                | 57,28            | 5 929   | 44,16   | Partito Democratico              | 2 016  | 15,62 | 4     |
| Unione di Centro                               | Domenico Lo Polito ✔️ Sindaco | 6 611                | 57,28            | 5 929   | 44,16   | 1 189                            | 9,21   | 2     |       |
| Partito Socialista Italiano                    | Domenico Lo Polito ✔️ Sindaco | 6 611                | 57,28            | 5 929   | 44,16   | 906                              | 7,02   | 2     |       |
| Sinistra Ecologia Libertà                      | Domenico Lo Polito ✔️ Sindaco | 6 611                | 57,28            | 5 929   | 44,16   | 831                              | 6,44   | 1     |       |
| Progressisti per Castrovillari                 | Domenico Lo Polito ✔️ Sindaco | 6 611                | 57,28            | 5 929   | 44,16   | 758                              | 5,87   | 1     |       |
|                                                | Ferdinando Laghi              | 5 030                | 43,58            | 4 711   | 35,09   | Castrovillari Solidale per Laghi | 1 119  | 8,67  | 1     |
| Con Laghi Città Viva                           | Ferdinando Laghi              | 5 030                | 43,58            | 4 711   | 35,09   | 850                              | 6,58   | 1     |       |
| Italia dei Valori                              | Ferdinando Laghi              | 5 030                | 43,58            | 4 711   | 35,09   | 843                              | 6,53   | 1     |       |
| Solidarietà e Partecipazione                   | Ferdinando Laghi              | 5 030                | 43,58            | 4 711   | 35,09   | 800                              | 6,20   | –     |       |
| Futuro e Libertà per l'Italia                  | Ferdinando Laghi              | 5 030                | 43,58            | 4 711   | 35,09   | 503                              | 3,90   | –     |       |
| Seggio di coalizione                           | Seggio di coalizione          | Seggio di coalizione | 43,58            | 4 711   | 35,09   | 1                                |        |       |       |
|                                                | Mario Rosa                    | Mario Rosa           | Mario Rosa       | 2 529   | 18,84   | Il Popolo della Libertà          | 1 252  | 9,70  | 1     |
| Insieme per Rosa Sindaco (La Destra-Nuovo PSI) | Mario Rosa                    | Mario Rosa           | Mario Rosa       | 2 529   | 18,84   | 944                              | 7,31   | –     |       |
| Partito Repubblicano Italiano                  | Mario Rosa                    | Mario Rosa           | Mario Rosa       | 2 529   | 18,84   | 351                              | 2,72   | –     |       |
| Mario Rosa Sindaco                             | Mario Rosa                    | Mario Rosa           | Mario Rosa       | 2 529   | 18,84   | 346                              | 2,68   | –     |       |
| Partito Popolare Sicurezza e Difesa            | Mario Rosa                    | Mario Rosa           | Mario Rosa       | 2 529   | 18,84   | 75                               | 0,58   | –     |       |
| Seggio di coalizione                           | Seggio di coalizione          | Seggio di coalizione | Mario Rosa       | 2 529   | 18,84   | 1                                |        |       |       |
|                                                | Vincenzo Ventura              | Vincenzo Ventura     | Vincenzo Ventura | 258     | 1,92    | Forza Nuova                      | 126    | 0,98  | –     |
| Totale                                         | Totale                        | 11 541               | 100              | 13 427  | 100     |                                  | 12 909 | 100   | 16    |
|                                                |                               |                      |                  |         |         |                                  |        |       |       |
| Fonte: Ministero dell'interno                  |                               |                      |                  |         |         |                                  |        |       |       |

### Paola
| Candidati                     | Candidati                  | II turno             | II turno            | I turno | I turno | Liste                                   | Voti   | %     | Seggi |
| Candidati                     | Candidati                  | Voti                 | %                   | Voti    | %       | Liste                                   | Voti   | %     | Seggi |
| ----------------------------- | -------------------------- | -------------------- | ------------------- | ------- | ------- | --------------------------------------- | ------ | ----- | ----- |
|                               | Basilio Ferrari ✔️ Sindaco | 4 627                | 56,04               | 5 269   | 48,85   | Il Popolo della Libertà                 | 2 417  | 22,80 | 5     |
| Partito Repubblicano Italiano | Basilio Ferrari ✔️ Sindaco | 4 627                | 56,04               | 5 269   | 48,85   | 1 005                                   | 9,48   | 2     |       |
| Grande Sud                    | Basilio Ferrari ✔️ Sindaco | 4 627                | 56,04               | 5 269   | 48,85   | 865                                     | 8,16   | 2     |       |
| Unione di Centro              | Basilio Ferrari ✔️ Sindaco | 4 627                | 56,04               | 5 269   | 48,85   | 798                                     | 7,53   | 1     |       |
| Scopelliti Presidente         | Basilio Ferrari ✔️ Sindaco | 4 627                | 56,04               | 5 269   | 48,85   | 425                                     | 4,01   | –     |       |
|                               | Carlo Gravina              | 3 629                | 43,96               | 3 663   | 33,96   | Partito Socialista Italiano             | 1 239  | 11,69 | 2     |
| Partito Democratico           | Carlo Gravina              | 3 629                | 43,96               | 3 663   | 33,96   | 1 015                                   | 9,58   | 1     |       |
| Paola al Centro               | Carlo Gravina              | 3 629                | 43,96               | 3 663   | 33,96   | 931                                     | 8,78   | 1     |       |
| Italia dei Valori             | Carlo Gravina              | 3 629                | 43,96               | 3 663   | 33,96   | 482                                     | 4,55   | –     |       |
| Sinistra Ecologia Libertà     | Carlo Gravina              | 3 629                | 43,96               | 3 663   | 33,96   | 165                                     | 1,56   | –     |       |
| Seggio di coalizione          | Seggio di coalizione       | Seggio di coalizione | 43,96               | 3 663   | 33,96   | 1                                       |        |       |       |
|                               | Alessandro Pagliaro        | Alessandro Pagliaro  | Alessandro Pagliaro | 1 100   | 10,20   | Cambia Paola                            | 321    | 3,03  | –     |
| Federazione della Sinistra    | Alessandro Pagliaro        | Alessandro Pagliaro  | Alessandro Pagliaro | 1 100   | 10,20   | 189                                     | 1,78   | –     |       |
|                               | Giovanni Abruzzo           | Giovanni Abruzzo     | Giovanni Abruzzo    | 754     | 6,99    | Partito Socialista Democratico Italiano | 697    | 6,58  | –     |
| La Voce dei Consumatori       | Giovanni Abruzzo           | Giovanni Abruzzo     | Giovanni Abruzzo    | 754     | 6,99    | 51                                      | 0,48   | –     |       |
| Seggio di coalizione          | Seggio di coalizione       | Seggio di coalizione | Giovanni Abruzzo    | 754     | 6,99    | 1                                       |        |       |       |
| Totale                        | Totale                     | 8 256                | 100                 | 10 786  | 100     |                                         | 10 600 | 100   | 16    |
|                               |                            |                      |                     |         |         |                                         |        |       |       |
| Fonte: Ministero dell'interno |                            |                      |                     |         |         |                                         |        |       |       |

## Provincia di Reggio Calabria

### Palmi
| Candidati                     | Candidati                  | II turno                 | II turno                 | I turno | I turno | Liste                   | Voti   | %     | Seggi |
| Candidati                     | Candidati                  | Voti                     | %                        | Voti    | %       | Liste                   | Voti   | %     | Seggi |
| ----------------------------- | -------------------------- | ------------------------ | ------------------------ | ------- | ------- | ----------------------- | ------ | ----- | ----- |
|                               | Giovanni Barone ✔️ Sindaco | 5 818                    | 64,27                    | 5 769   | 49,81   | Il Popolo della Libertà | 1 876  | 16,82 | 3     |
| Barone Sindaco                | Giovanni Barone ✔️ Sindaco | 5 818                    | 64,27                    | 5 769   | 49,81   | 1 446                   | 12,96  | 3     |       |
| Unione di Centro              | Giovanni Barone ✔️ Sindaco | 5 818                    | 64,27                    | 5 769   | 49,81   | 1 107                   | 9,92   | 2     |       |
| Palmi Rosa                    | Giovanni Barone ✔️ Sindaco | 5 818                    | 64,27                    | 5 769   | 49,81   | 1 100                   | 9,86   | 2     |       |
| Alleanza per Palmi            | Giovanni Barone ✔️ Sindaco | 5 818                    | 64,27                    | 5 769   | 49,81   | 407                     | 3,65   | –     |       |
| Nuovo PSI                     | Giovanni Barone ✔️ Sindaco | 5 818                    | 64,27                    | 5 769   | 49,81   | 356                     | 3,19   | –     |       |
|                               | Salvatore Boemi            | 3 235                    | 35,73                    | 2 639   | 22,79   | Partito Democratico     | 1 193  | 10,70 | 2     |
| Palmi Domani                  | Salvatore Boemi            | 3 235                    | 35,73                    | 2 639   | 22,79   | 696                     | 6,24   | 1     |       |
| Sinistra per Palmi            | Salvatore Boemi            | 3 235                    | 35,73                    | 2 639   | 22,79   | 465                     | 4,17   | –     |       |
| Italia dei Valori             | Salvatore Boemi            | 3 235                    | 35,73                    | 2 639   | 22,79   | 335                     | 3,00   | –     |       |
| Seggio di coalizione          | Seggio di coalizione       | Seggio di coalizione     | 35,73                    | 2 639   | 22,79   | 1                       |        |       |       |
|                               | Francesco Trentinella      | Francesco Trentinella    | Francesco Trentinella    | 2 334   | 20,15   | Forza Palmi             | 1 007  | 9,03  | 1     |
| Noi Sud-Lega Sud              | Francesco Trentinella      | Francesco Trentinella    | Francesco Trentinella    | 2 334   | 20,15   | 644                     | 5,77   | –     |       |
| Seggio di coalizione          | Seggio di coalizione       | Seggio di coalizione     | Francesco Trentinella    | 2 334   | 20,15   | 1                       |        |       |       |
|                               | Ottavia Silvana Morgante   | Ottavia Silvana Morgante | Ottavia Silvana Morgante | 839     | 7,24    | Palmi Futura            | 434    | 3,89  | –     |
| Palmi nel Cuore               | Ottavia Silvana Morgante   | Ottavia Silvana Morgante | Ottavia Silvana Morgante | 839     | 7,24    | 88                      | 0,79   | –     |       |
| Totale                        | Totale                     | 9 053                    | 100                      | 11 581  | 100     |                         | 11 154 | 100   | 16    |
|                               |                            |                          |                          |         |         |                         |        |       |       |
| Fonte: Ministero dell'interno |                            |                          |                          |         |         |                         |        |       |       |